# واسوی
واسوی (به مجاری:  Vászoly) یک شهرداری در مجارستان است که در ناحیه بالاتون‌فورد واقع شده‌است. واسوی ۸٫۵۵ کیلومتر مربع مساحت و ۱۹۶ نفر جمعیت دارد.